# Jebel Ali
Jebel Ali (|جبل علي) é uma cidade portuária emiratense localizada 35 quilômetros a sudoeste da cidade de Dubai. A vila tem uma próspera comunidade de expatriada com mais de 300 moradores. A área também é lar de "5.500 empresas de 120 países". O Porto de Jebel Ali situa-se nesta localidade.
Em 1985, foi criada a Jebel Ali Free Zone (JAFZ), uma área industrial em torno do porto, permite que as empresas internacionais que realocarem-se para lá posam desfrutar dos privilégios especiais da zona livre. Estes incluem, a isenção de imposto para quinze anos, nenhum imposto de renda pessoal, sem importar ou exportar funções, nenhuma restrição sobre moeda e recrutamento de mão de obra fácil. Al Maktoum International Airport está sendo construída nos arredores da zona portuária.
Jebel Ali avançou até ser o nono porto mais movimentado do mundo em 2011. O porto manipula carga de 13,010,000 TEUs.[carece de fontes?]
Jebel Ali tornou-se o porto mais frequentemente visitado por navios da Marinha Americana fora dos Estados Unidos. Praticamente todos os marinheiros que completaram a bordo excursões visitaram o porto pelo menos uma vez.[carece de fontes?] Devido a profundidade do porto e tamanho das instalações portuárias, uma transportadora "Aircraft" e vários navios do grupo de batalha de acompanhamento podem ser alojado ao longo do Píer. Devido à freqüência destas visitas do Porto, instalações de liberdade semi-permanente (conhecidas pelo pessoal de serviço como "The Sandbox") foram erigidas adjacente ao cais da transportadora.
Em 1985, foi criada a Zona Franca de Jebel Ali (JAFZA): uma área industrial em torno do porto. Empresas internacionais que se mudam para lá desfrutam dos privilégios especiais da zona franca. Estes incluem a isenção de impostos corporativos por 50 anos, nenhum imposto de renda pessoal, nenhum imposto de importação ou reexportação, nenhuma restrição à moeda e recrutamento de mão-de-obra fácil.